# Műkorcsolya az 1960. évi téli olimpiai játékokon
Az 1960. évi téli olimpiai játékokon a műkorcsolya versenyszámait a Squaw Valleyben rendezték február 19. és 26. között.

## Részt vevő nemzetek
A versenyeken 14 nemzet 71 sportolója vett részt.
- Ausztrália (AUS) (6 – 3 férfi, 3 nő)
- Ausztria (AUT) (5 – 3 férfi, 2 nő)
- Csehszlovákia (TCH) (2 – 1 férfi, 1 nő)
- Dél-afrikai Unió (RSA) (4 – 1 férfi, 3 nő)
- Egyesült Államok (USA) (12 – 6 férfi, 6 nő)
- Franciaország (FRA) (4 – 2 férfi, 2 nő)
- Hollandia (NED) (2 – 2 nő)
- Japán (JPN) (3 – 1 férfi, 2 nő)
- Kanada (CAN) (8 – 4 férfi, 4 nő)
- Nagy-Britannia (GBR) (4 – 2 férfi, 2 nő)
- Egyesült Német Csapat (EUA) (11 – 6 férfi, 5 nő)
- Olaszország (ITA) (2 – 2 nő)
- Svájc (SUI) (3 – 1 férfi, 2 nő)
- Szovjetunió (URS) (4 – 2 férfi, 2 nő)

## Éremtáblázat
(A rendező nemzet eltérő háttérszínnel, az egyes számoszlopok legmagasabb értéke, vagy értékei vastagítással kiemelve.)
| Az 1960. évi téli olimpiai játékok éremtáblázata műkorcsolyában | Az 1960. évi téli olimpiai játékok éremtáblázata műkorcsolyában | Az 1960. évi téli olimpiai játékok éremtáblázata műkorcsolyában | Az 1960. évi téli olimpiai játékok éremtáblázata műkorcsolyában | Az 1960. évi téli olimpiai játékok éremtáblázata műkorcsolyában | Olimpia  |
| --------------------------------------------------------------- | --------------------------------------------------------------- | --------------------------------------------------------------- | --------------------------------------------------------------- | --------------------------------------------------------------- | -------- |
|                                                                 | Ország                                                          | Arany                                                           | Ezüst                                                           | Bronz                                                           | Összesen |
| 1.                                                              | Egyesült Államok (USA)                                          | 2                                                               | 0                                                               | 2                                                               | 4        |
| 2.                                                              | Kanada (CAN)                                                    | 1                                                               | 0                                                               | 1                                                               | 2        |
|                                                                 |                                                                 |                                                                 |                                                                 |                                                                 |          |
| 3.                                                              | Egyesült Német Csapat (EUA)                                     | 0                                                               | 1                                                               | 0                                                               | 1        |
|                                                                 | Hollandia (NED)                                                 | 0                                                               | 1                                                               | 0                                                               | 1        |
|                                                                 | Csehszlovákia (TCH)                                             | 0                                                               | 1                                                               | 0                                                               | 1        |
|                                                                 |                                                                 |                                                                 |                                                                 |                                                                 |          |
| Összesen                                                        | Összesen                                                        | 3                                                               | 3                                                               | 3                                                               | 9        |

## Érmesek
| Az 1960. évi téli olimpiai játékok érmesei műkorcsolyában |                                             |                                                                   |                                                             |
| Versenyszám                                               | Arany                                       | Ezüst                                                             | Bronz                                                       |
| Férfi                                                     | David Jenkins · Egyesült Államok (USA)      | Karol Divín · Csehszlovákia (TCH)                                 | Donald Jackson · Kanada (CAN)                               |
| Női                                                       | Carol Heiss · Egyesült Államok (USA)        | Sjoukje Dijkstra · Hollandia (NED)                                | Barbara Roles · Egyesült Államok (USA)                      |
| Páros                                                     | Kanada (CAN) · Barbara Wagner · Robert Paul | Egyesült Német Csapat (EUA) · Marika Kilius · Hans-Jürgen Bäumler | Egyesült Államok (USA) · Nancy Ludington · Ronald Ludington |